# Kainuu
Kainuu (szw. Kajanaland) – region administracyjny (maakunta) we wschodniej Finlandii. Do 2009 w granicach byłej prowincji Oulu. Graniczy z regionami Ostrobotnia Północna, Sawonia Północna i Karelia Północna oraz z Rosją (Republika Karelii). Siedzibą władz regionu jest Kajaani.

## Gminy
Region Kainuu jest podzielony na dwa podregiony (Kajaani i Kehys-Kainuu) i składa się z 8 gmin:
Kajaani
- Kajaani (37 890)
- Paltamo (3 678)
- Ristijärvi (1 445)
- Sotkamo (10 686)

Kehys-Kainuu
- Hyrynsalmi (2 584)
- Kuhmo (9 147)
- Puolanka (2 894)
- Suomussalmi (8 710)

Uwagi: Nazwy gmin miejskich zostały pogrubione (w nawiasie liczba mieszkańców; stan na dzień 31 sierpnia 2013).
Do 2016 roku do regionu Kainuu należała również gmina Vaala, która została później przeniesiona do regionu Ostrobotnia Północna.